# تی‌اس‌اس کلدونین پرینسس
تی‌اس‌اس کلدونین پرینسس (به انگلیسی: TSS Caledonian Princess) یک کشتی بود که طول آن ۱۰۷٫۶ متر (۳۵۳ فوت) بود. این کشتی در سال ۱۹۶۱ ساخته شد.